# سلسلة طوابع بريدية
تتكون سلسلة الطوابع البريدية، والتي تسمى أيضا مجموعة الطوابع البريدية (باختصار سلسلة أو مجموعة)، من عدة طوابع بريدية تصدرها إدارة بريدية [الألمانية] تتعلق بموضوع ما. في كثير من الأحيان، كل الطوابع لها قيم مختلفة. تُستخدم سلسلة الطوابع غالبًا للطوابع الخاصة التي يتم إصدارها في نفس الوقت، وكذلك للطوابع القياسية التي يتم إصدارها في عدة إصدارات على مدار عدة سنوات. وبناءً على ذلك، تُستخدم الطوابع النهائية لفترة أطول وتكون أكثر شهرة. إن الإصدارات الفردية من الطوابع التي تصدر بقيمة بريدية واحدة فقط ليست سلسلة.
على الرغم من أنه لا يمكن دائمًا تحديد التمييز بين الطوابع النهائية والطوابع البريدية بوضوح، إلا أنه غالبًا ما تكون هناك خصائص أكثر وضوحًا للسلسلة، على الرغم من إمكانية وجود استثناءات:
- هناك موضوع خاص بالإصدار.
- جميع الطوابع لها نفس الحجم والشكل، ونفس الورق والميزات الموحدة الأخرى، ولكن الطباعة (اللون والقيمة) مختلفة.
- الفنان المصمم للطوابع هو نفسه لكل المجموعة.
- تاريخ الإصدار هو إما
  - عدة أيام، وأحيانًا سنوات متباعدة (طوابع نهائية)، يحافظ على الزخرفة بسيطة إلى حد ما، وغالبًا ما يستخدم لون واحد أو اثنين فقط من ألوان الطباعة (معظمها عمليات طباعة غائرة)
  - يوم محدد (طوابع خاصة)، تصميم الطابع بإتقان ويظهر عادةً في الطباعة الأوفست بأربعة ألوان؛ لأغراض خيرية (طابع خيري)، تفرض رسوم إضافية (طابع رسوم إضافية)، والتي لا يمكن تعويضها مقابل رسوم البريد.

قد تظهر كل أو بعض الطوابع الموجودة في السلسلة في ورقة طوابع تذكارية واحدة.
سلسلة الطوابع، باعتبارها طوابع خاصة، عادة ما تكون سلسلة متكررة سنويا. وتشمل أمثلة هذه المسلسلات "يوم الطوابع" (مثلا في ألمانيا والنمسا)، و"من أجل الوطن" ("Pro Patria") و"من أجل الشباب" ("Pro Juventute") (في سويسرا)، و"من أجل الشباب" ("Für die Jugend")، و"من أجل الرياضة" ("Für den Sport") (في ألمانيا)، وكذلك "أوروبا".

## المواصفات
تتميز سلاسل الطوابع البريدية بأربع خصائص مستقلة تُصنف بناءً عليها. فيما يلي أمثلة نموذجية لهذه الخصائص الأربع:
- السلاسل الدائمة؛
- السلاسل السنوية؛
- السلاسل الشاملة (بما في ذلك الإصدارات المشتركة)؛
- السلاسل المتعاقبة.

تُعرّف سلاسل الطوابع البريدية من خلال فهارس الطوابع البريدية. وتُعدّ السلاسل الدائمة عنصرًا أساسيًا في هيكل هذه الفهارس. ولكن قد تنشأ بعض المشاكل في تعريف سلسلة الطوابع البريدية، ومن أسباب ذلك اختلاف تعريف السلسلة نفسها في الفهارس المختلفة.

## المواضيع
تتنوع الموضوعات التي تتناولها سلسلة الطوابع البريدية ويمكن أن تتراوح من مواضيع عامة، مثل التواريخ التاريخية أو الاحتفالات الهامة للبلد المعني، إلى مواضيع محددة للغاية مثل أعمال رسام مشهور أو المنارات الأكثر تمثيلاً في البلد. يمكن أيضًا تخصيص السلسلة لحدث أو موضوع أو شخصية دولية.
كانت المواضيع التي استخدمتها الإدارات البريدية الوطنية باستمرار في هذه السلسلة هي:
- السياسة: رؤساء الدول، ورؤساء الحكومات، والطوابع المتعلقة بالدستور الوطني أو معاهدة دولية، وما إلى ذلك. في البلدان الأوروبية، على سبيل المثال، تعد السلاسل حول الاتحاد الأوروبي شائعة.
- الرياضة: الأحداث الرياضية الدولية مثل الألعاب الأولمبية أو كأس العالم، أو فرق كرة القدم، أو أنواع مختلفة من الرياضات بشكل عام.
- التاريخ: إحياء ذكرى التواريخ أو المناسبات التاريخية الهامة؛ إقامة فعاليات دولية مثل المعارض العالمية والندوات والمؤتمرات والقمم وما إلى ذلك.
- الشخصيات: إحياء ذكرى مرور مائة عام على ميلاد أو وفاة شخصيات مهمة؛ رواد بعض مجالات المعرفة أو الثقافة أو الترفيه أو السياسة الوطنية أو الدولية.
- الطبيعة: الأشجار، الزهور، الفواكه، الحيوانات، الفطريات، المعادن، الخ.
- التراث الوطني: المباني والمنشآت الهامة؛ الأشياء ذات القيمة التاريخية مثل الكتب والخرائط والساعات والألعاب والأثاث والمجموعات وما إلى ذلك.
- الفنون: الرسم، النحت، الأدب، السينما، الموسيقى، الخ.
- السياحة: أهم المعالم السياحية الوطنية أو الدولية.
- العلوم والتكنولوجيا: الممثلون الرئيسون لبعض فروع العلوم أو التكنولوجيا؛ الاكتشافات العلمية أو الاختراعات التكنولوجية الرئيسية؛ المجالات العلمية المختلفة نفسها مع الأمثلة، أو أبرز رواد التكنولوجيا المعاصرة: الطائرات، والسكك الحديدية، والجسور، والمنارات، وما إلى ذلك.
- الخدمة البريدية: سلسلة مخصصة لإحياء ذكرى تاريخ الخدمة البريدية أو الطوابع البريدية.

## أمثلة

### الأعداد الأولى من سلسلة الطوابع
لم تصدر أول طوابع بريدية قياسية في العالم بشكل فردي، بل على شكل سلسلة، لأن مكتب البريد كان يحتاج على الفور إلى طوابع بريدية من فئات مختلفة لتنفيذ سياسة التعريفة الجمركية الخاصة به. فيما يلي طوابع بريدية قياسية من أقدم ثلاث سلاسل، والتي تحتوي على فئتين أو ثلاث فئات فقط.

طوابع المملكة المتحدة 1840—1841 م
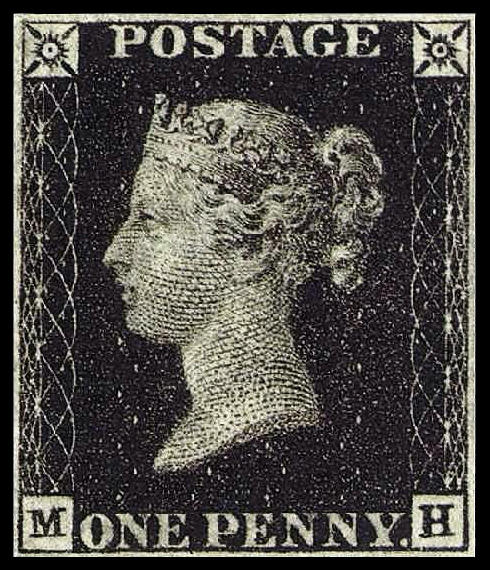
بيني بلاك. المملكة المتحدة (1840)
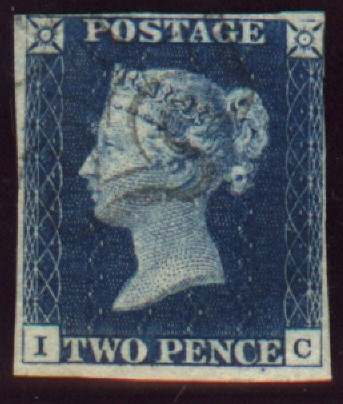
بنسان أزرق [الإنجليزية]. المملكة المتحدة (1840)
بيني أحمر [الإنجليزية]. المملكة المتحدة (1841)
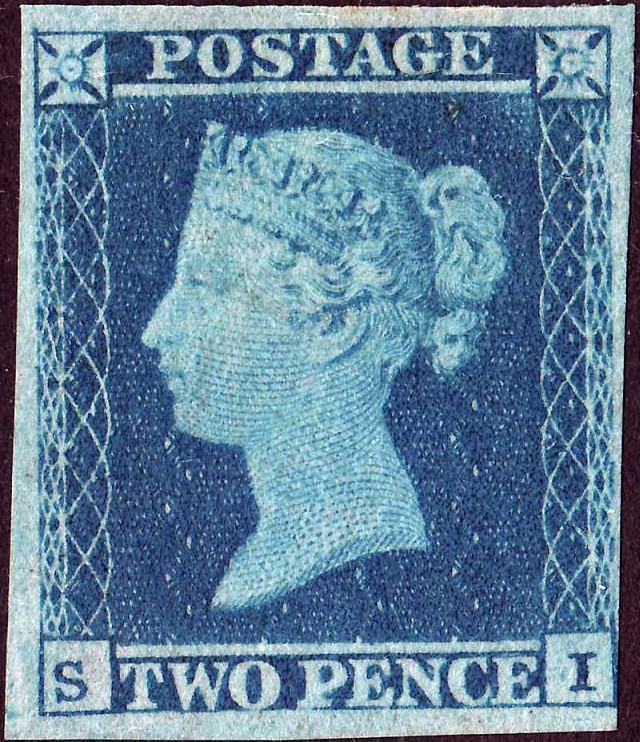
بنسان أزرق. المملكة المتحدة (1841)

الطوابع المحلية في سويسرا 1843 م (زيورخ 4 و6)
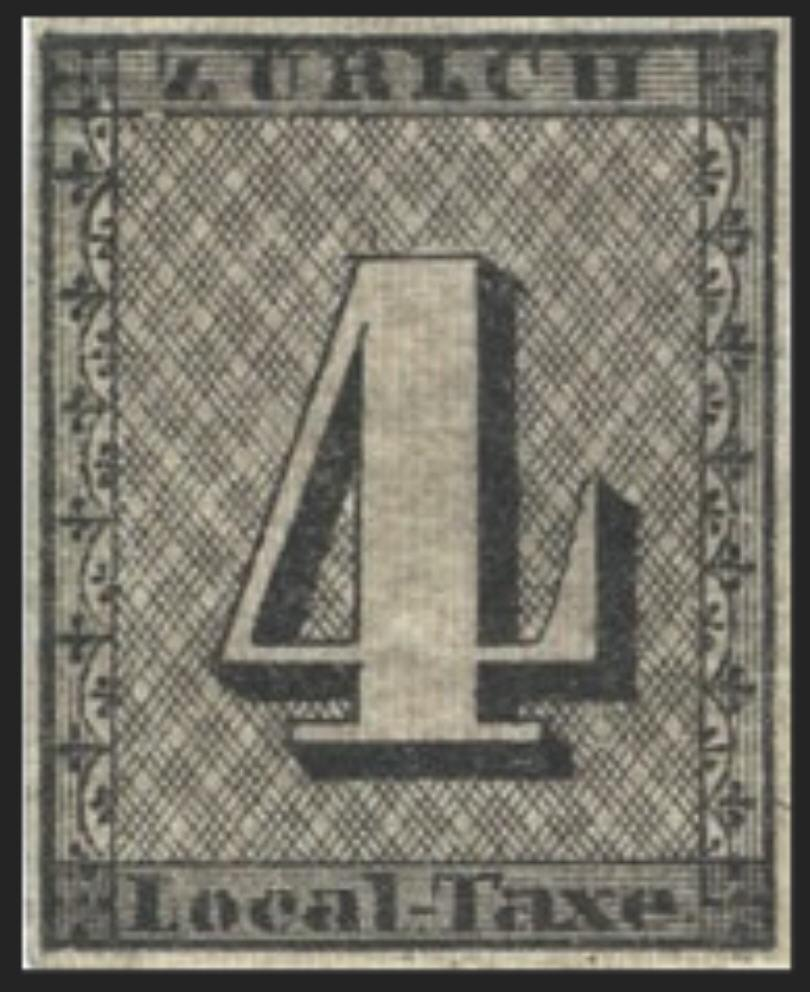
الطوابع المحلية [الروسية] في سويسرا 1843 م (زيورخ 4 و6)
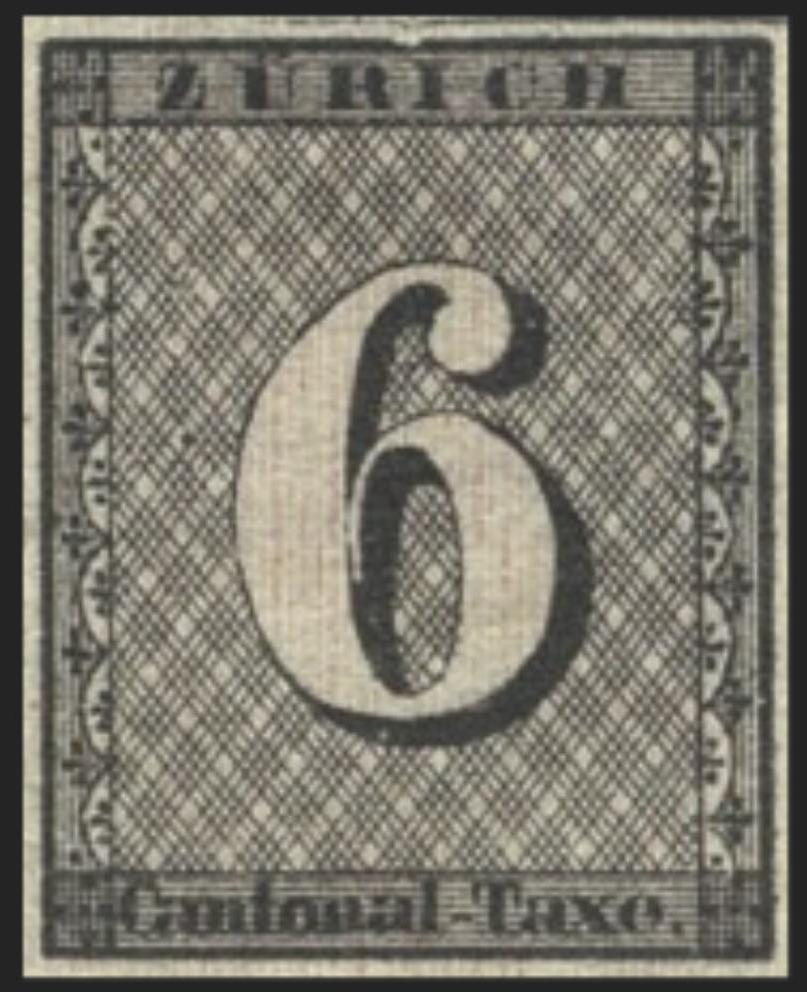
أربعة زيورخ. سويسرا (1843)
- ستة زيورخ. سويسرا (1843)

طوابع بريدية مميزة للبرازيل عام 1843
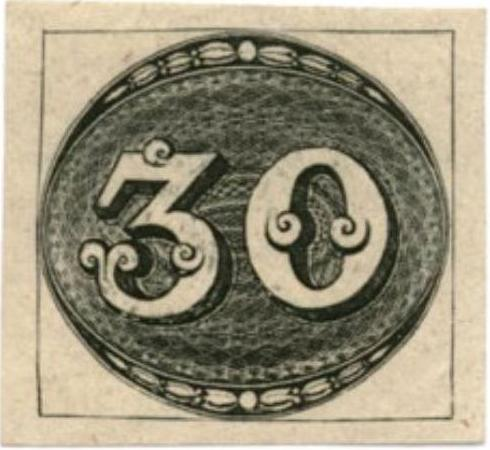
طابع عين الثور [الإنجليزية]. البرازيل (1843)
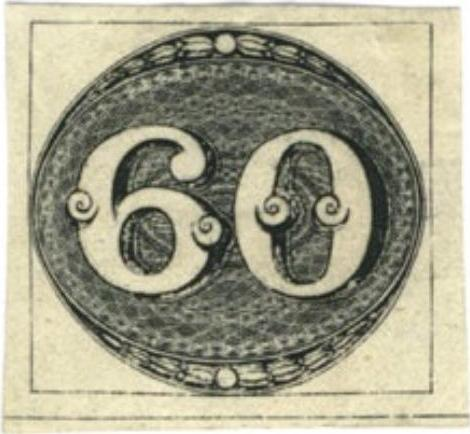
طابع عين الثور. البرازيل (1843)
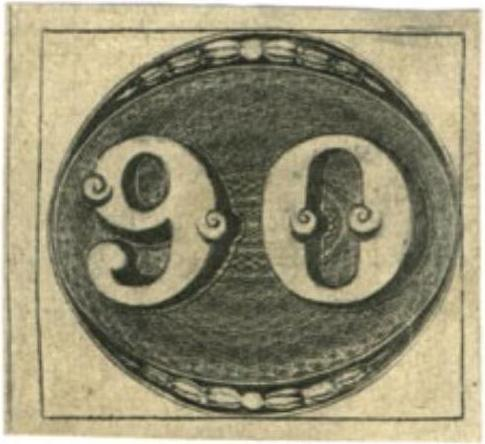
طابع عين الثور. البرازيل (1843)

أول سلسلة قياسية بتصاميم مختلفة. الولايات المتحدة الأمريكية عام 1847
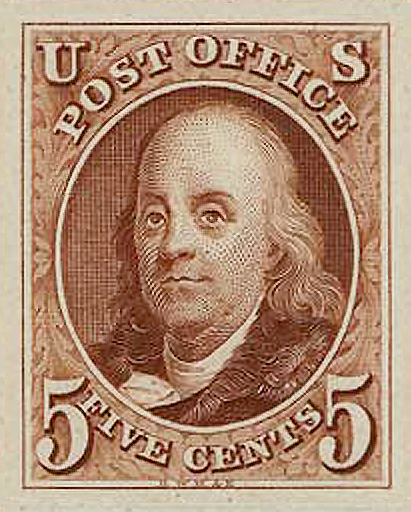
بنجامين فرانكلين. الولايات المتحدة الأمريكية (1847)
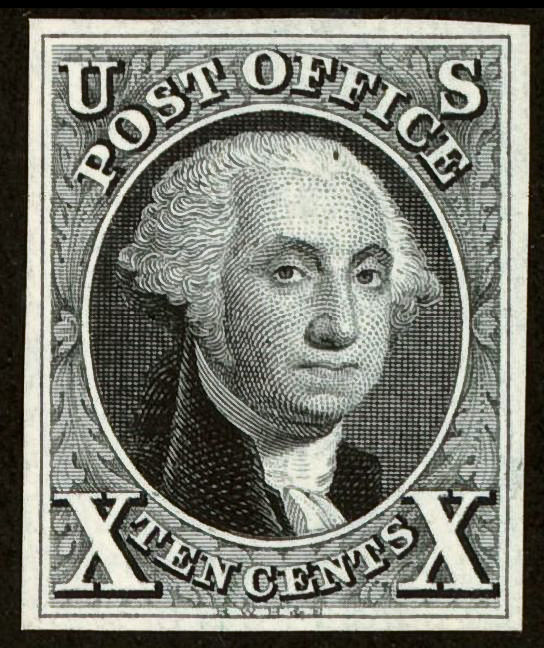
جورج واشنطن. الولايات المتحدة الأمريكية (1847)

## أمثلة أخرى من دول مختلفة

### العراق
سلسلة الطوابع البريدية الأولى في العراق كانت من تصميم إديث تشيزمان باستثناء طابعين كانا من تصميم مارجوري ماينارد، وهذه الطوابع تصور الفن والهندسة المعمارية العراقية التاريخية. هذه المجموعة من الطوابع التي ضمت 12 طابعا تضم ثمانية تصاميم مختلفة تصور مناظر وصور من التاريخ القديم والوقت الحالي. وقد كانت مقيمة بالآنه والروبية الهندية، ومحاطة بالكلمات "العراق" و"البريد والدخل" بالغتين العربية والانكليزية.

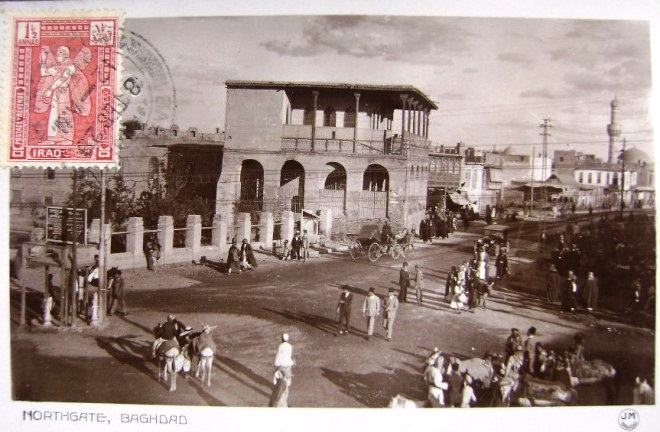
بطاقة بريدية يظهر عليها طابع بقيمة آنة ونصف

| #  | تاريخ الإصدار | الوصف                                                                           | الصورة | القيمة      | الأبعاد     |
| -- | ------------- | ------------------------------------------------------------------------------- | ------ | ----------- | ----------- |
| 1  | 1 أيار 1923   | صورة لجامع الإمام الأعظم والطابع بلون زيتوني                                    |        | نصف آنة     | 32*25 ملم   |
| 2  | 1 أيار 1923   | وسائل النقل النهري القديمة في العراق (القفة أو الگفة) بلون بني                  |        | آنة واحدة   | 32*25 ملم   |
| 3  | 1 أيار 1923   | معلم آثري بلون آحمر                                                             |        | آنة ونصف    | 24*33 ملم   |
| 4  | 1 أيار 1923   | ثور مجنح بلون المغرة                                                            |        | آنتان       | 33.5*27 ملم |
| 5  | 1 أيار 1923   | طاق كسرى، أزرق رمادي اللون                                                      |        | ثلاث آنات   | 37*27 ملم   |
| 6  | 1 أيار 1923   | رجل يمتطي جملا ويحمل راية مكتوب عليها "نصر من الله وفتح قريب" بلون أرجواني غامق |        | أربع آنات   | 28*33 ملم   |
| 7  | 1 أيار 1923   | صورة العتبة الكاظمية بلون أخضر مزرق                                             |        | ست آنات     | 33*27 ملم   |
| 8  | 1 أيار 1923   | رجل يمتطي جملا ويحمل راية مكتوب عليها "نصر من الله وفتح قريب" بلون زيتوني مصفر  |        | ثمان آنات   | 28*34 ملم   |
| 9  | 1 أيار 1923   | نقش لونين بني وأخضر مزرق                                                        |        | روبية واحدة | غير متوفر   |
| 10 | 1 أيار 1923   | جامع الإمام الأعظم بلون بني مصفر                                                |        | روبيتان     | غير متوفر   |
| 11 | 1 أيار 1923   | جامع الإمام الأعظم بلون أسود                                                    |        | روبيتان     | غير متوفر   |
| 12 | 1 أيار 1923   | رجل يمتطي جملا ويحمل راية مكتوب عليها "نصر من الله وفتح قريب" بلون برتقالي      |        | خمس روبيات  | غير متوفر   |
| 13 | 1 أيار 1923   | صورة العتبة الكاظمية بلون كارمن                                                 |        | عشر روبيات  | غير متوفر   |

### ألمانيا
مثل مجموعة الطوابع البريدية الألمانية، التي كانت صالحة بين عامي 1951 و1954 ولا تزال تشكل عنصرًا مثيرًا للاهتمام لهواة جمع الطوابع اليوم. كانت مجموعة الطوابع البريدية بحالة ممتازة تعتبر في وقت من الأوقات أغلى مجموعة طوابع في قطاع مكتب البريد الفيدرالي [الإنجليزية]، حيث تبلغ قيمتها الحالية في فهرس الطوابع حوالي 2000 يورو.

### إسبانيا
كان إصدار أول طابع بريدي إسباني في عام 1850 بمثابة بداية أول سلسلة طوابع بريدية، أو ما يسمى بالسلسلة الأساسية، والتي تصور صورة الملك الحاكم وتستمر حتى وفاته أو تنازله عن العرش.
كانت السلسلة التذكارية الأولى في إسبانيا هي تلك الخاصة بالذكرى المئوية الثالثة لرواية دون كيخوت، والتي أصدرتها شركة البريد والبريد في عام 1905. ومنذ ذلك الحين، ظهرت العديد من السلاسل ذات المواضيع المتنوعة.
أطلقت سلسلة "الشخصيات" في عام 1931 ولا تزال تصدر حتى اليوم، مما يجعلها أطول سلسلة مع أكبر عدد من الطوابع في تاريخ الطوابع الإسبانية. تشمل المسلسلات البارزة: "القلاع"، "المئوية"، "الرياضة"، "الرسامين"، وما إلى ذلك.
وهذه أمثلة من طوابع الإصدار الإسباني الأول عام 1850:

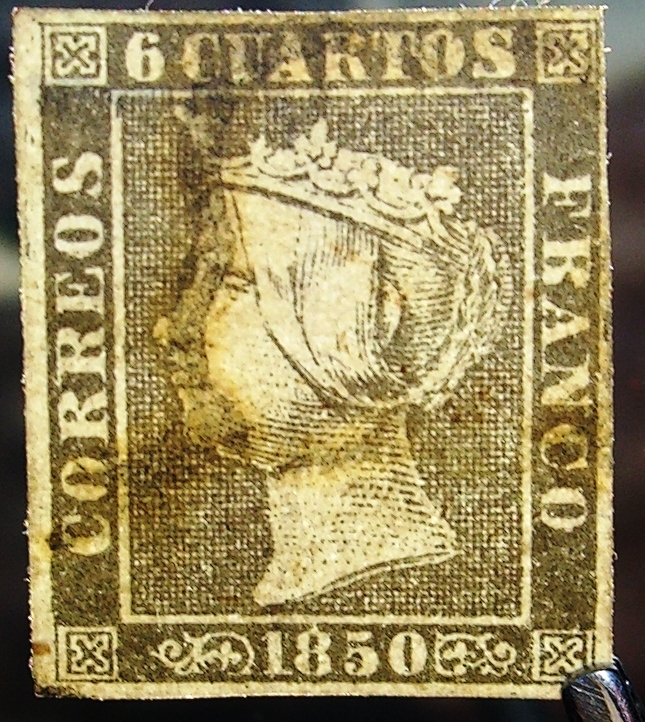
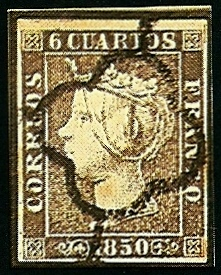
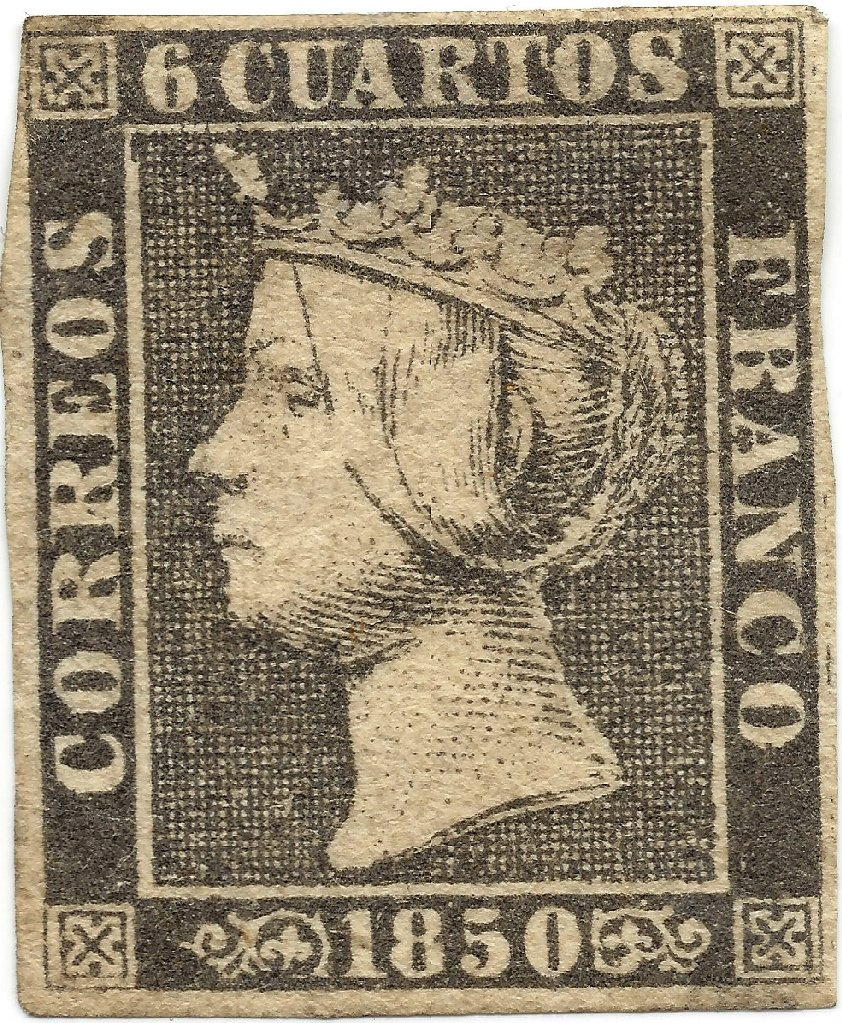
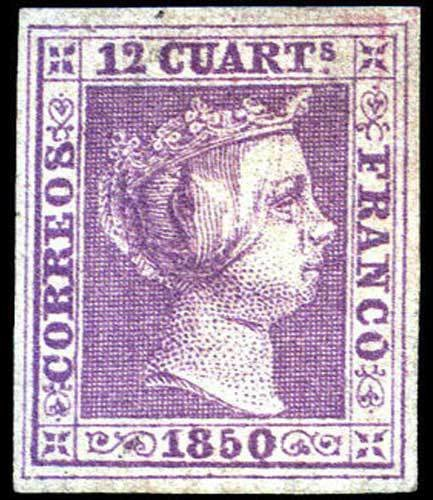
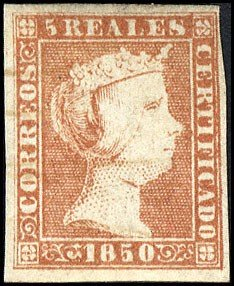
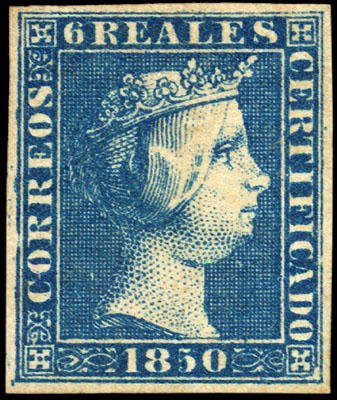
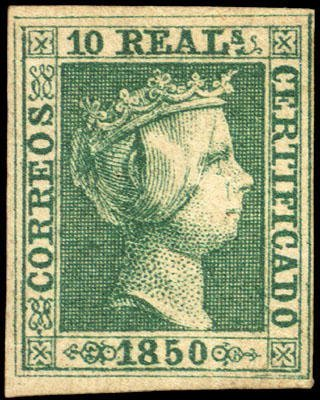
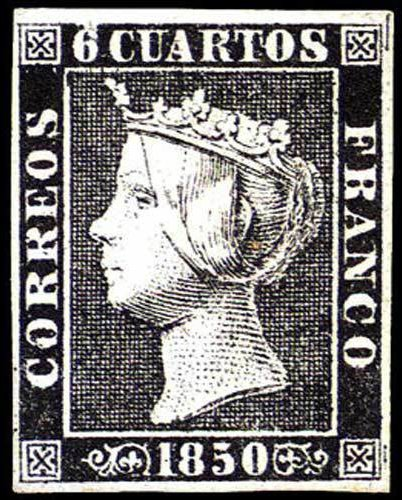
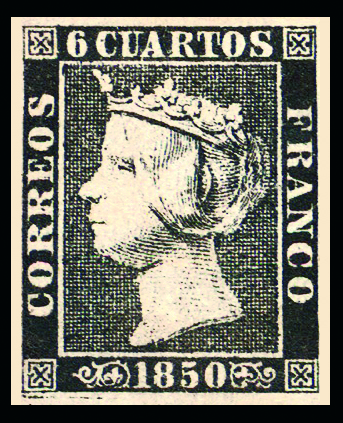